# Zalman Friedmann
Zalman Friedman (hebräisch זלמן פרידמן; * 1912; † 6. Mai 1987), auch bekannt als Dzampa, war ein israelischer Fußballspieler.

## Karriere
Zwischen 1930 und 1940 war Friedmann für den Verein Hapoel Tel Aviv aktiv. Von 1934 bis 1940 spielte er für die Fußballnationalmannschaft des Britischen Mandatsgebietes Palästina. Er debütierte 1934 ein Spiel gegen Ägypten. Sein letztes Spiel war  gegen Libanon. Er absolvierte drei Länderspiele.